# カステッジョ
カステッジョ（伊: Casteggio）は、イタリア共和国ロンバルディア州パヴィーア県にある、人口約6,500人の基礎自治体（コムーネ）。

## 地理

### 位置・広がり

#### 隣接コムーネ
隣接するコムーネは以下の通り。
- ボルゴ・プリオーロ
- カルヴィニャーノ
- カザティズマ
- コルヴィーノ・サン・クイーリコ
- モンテベッロ・デッラ・バッターリア
- オリーヴァ・ジェッシ
- ロベッコ・パヴェーゼ
- ヴェッレット

### 気候分類・地震分類
気候分類では、zona E, 2619 GGに分類される。
また、イタリアの地震リスク階級 (it) では、zona 3 (sismicità bassa) に分類される
。

## 行政

### 分離集落
カステッジョには、以下の分離集落（フラツィオーネ）がある。
- Cròtesi, Mairano, Rivetta, San Biagio,Tronco Nero,Pistornile